# ورنر اک
ورنر اک (آلمانی: Werner Egk; ۱۷ مهٔ ۱۹۰۱ – ۱۰ ژوئیهٔ ۱۹۸۳) آهنگساز کلاسیک و باله و اپرا اهل آلمان بود.
از افتخارات وی میتوان به کسب مدال طلا موسیقی ارکستر در بخش مسابقات هنری بازی‌های المپیک تابستانی ۱۹۳۶ اشاره کرد.